# غريغ ديلونج
غريغ ديلونج (بالإنجليزية: Greg DeLong)‏ هو لاعب كرة قدم أمريكية أمريكي، ولد في 3 أبريل 1973 في أورفيلد ‏ في الولايات المتحدة.

## وصلات خارجية
- غريغ ديلونج على موقع مرجع كرة القدم المحترفة.كوم (الإنجليزية)